# Yara van Kerkhof
Yara van Kerkhof (nacida el 31 de mayo de 1990) es una patinadora de velocidad sobre pista corta neerlandesa. Fue ganadora de la medalla de plata en la prueba de los 500 metros en los Juegos Olímpicos de Pyeongchang 2018.

## Carrera
En el Campeonato Mundial de 2011, ganó una medalla de plata como parte del equipo neerlandés en el relevo de los 3000 metros. Por otra parte, en la misma prueba ganó el oro en los campeonatos europeos de 2011 a 2014, plata en 2015, oro en 2016 y bronce en 2017. También en el europeo de 2017, logró la medalla de plata en los 1500 metros con un tiempo de 2:35.339 minutos, 7.448 segundos más que la ganadora, Martina Valcepina.

### Juegos Olímpicos
En los Juegos Olímpicos de Sochi 2014, con un tiempo de 43.888 segundos no logró pasar de los cuartos de final en la prueba de los 500 metros. Más tarde, en el evento de los 1500 metros tampoco logró clasificarse a la final, al completar la semifinal con 2:20.291 minutos. En los 1000 metros ocupó la tercera posición en su eliminatoria y no avanzó a la siguiente ronda. En la prueba de relevos de 3000 metros por equipos, fue descalificada en las eliminatorias. Su mejor resultado individual fue la 11.° posición en la prueba de los 500 metros.
En los Juegos Olímpicos de Pyeongchang 2018, ganó la medalla de plata en la prueba de los 500 metros, donde compartió podio con la italiana Arianna Fontana y la canadiense Kim Boutin. Aunque llegó a la meta en tercer lugar, la descalificación del segundo, la surcoreana Choi Min-jeong, le permitió acceder a la plata. Posteriormente, logró el bronce en la prueba de relevos por 3000 metros junto con Suzanne Schulting, Lara van Ruijven y Jorien ter Mors. Las cuatro lograron un tiempo de 4:03.471, nueva plusmarca mundial, en la Final B del evento y el bronce tras la descalificación de Canadá y China, participantes de la Final A.